# Marian Winek
Marian Winek (ur. 21 lipca 1936 w Woli Rowskiej, zm. 28 października 2022) – polski górnik i polityk, poseł na Sejm PRL IX kadencji.

## Życiorys
W 1953 ukończył Technikum Handlowe w Chełmnie i został wychowawcą internatu w Zasadniczej Szkole Metalowo-Budowlanej w Trzemieszynie, później był magazynierem w Gminnej Spółdzielni Lisewo. Od 1961 pracował w Kopalni Węgla Kamiennego „Knurów” w Knurowie jako górnik-kombajnista. W Polskiej Zjednoczonej Partii Robotniczej od 1965. Był sekretarzem OOP i członkiem egzekutywy Komitetu Zakładowego PZPR. Był radnym Wojewódzkiej Rady Narodowej w Katowicach i Miejskiej Rady Narodowej w Knurowie. W latach 1985–1989 pełnił mandat posła na Sejm PRL IX kadencji w okręgu Gliwice z ramienia PZPR. Zasiadał w Komisji Rolnictwa, Leśnictwa i Gospodarki Żywnościowej.
Zmarł 28 października 2022 roku i został pochowany na cmentarzu komunalnym w Knurowie.

## Odznaczenia i wyróżnienia
- Order Sztandaru Pracy II klasy (1982)
- Złoty Krzyż Zasługi (1977)
- Srebrny Krzyż Zasługi (1971)
- Medal 40-lecia Polski Ludowej (1984)
- Złota Odznaka "Zasłużony dla Rozwoju Województwa Katowickiego" (1983)
- Srebrna Odznaka "Zasłużony dla Rozwoju Województwa Katowickiego" (1980)
- Brązowa Odznaka "Zasłużony dla Rozwoju Województwa Katowickiego" (1978)
- Wpis do Honorowej Księgi "Zasłużonych dla Górnictwa i Energetyki" (1984)
- Odznaka „Zasłużony Przodownik Pracy Socjalistycznej”
- Odznaka "Górnicza Sława" II klasy (Związek Radziecki)